# 2325 Chernykh
2325 Chernykh eller 1979 SP är en asteroid i huvudbältet som upptäcktes den 25 september 1979 av den tjeckiske astronomen Antonín Mrkos vid Kleť-observatoriet i Tjeckien. Den är uppkallad efter astronom paret Ljudmila  och Nikolaj Tjernych.
Asteroiden har en diameter på ungefär 12 kilometer och den tillhör asteroidgruppen Themis.